# مصباح المهبط المجوف
مصباح المهبط المجوف هو نوع من أنواع المهابط الباردة المستخدمة في أجهزة التحليل الكيميائية والفيزيائية، مثل مطيافية الامتصاص الذري وفي أجهزة إصدار الليزر.

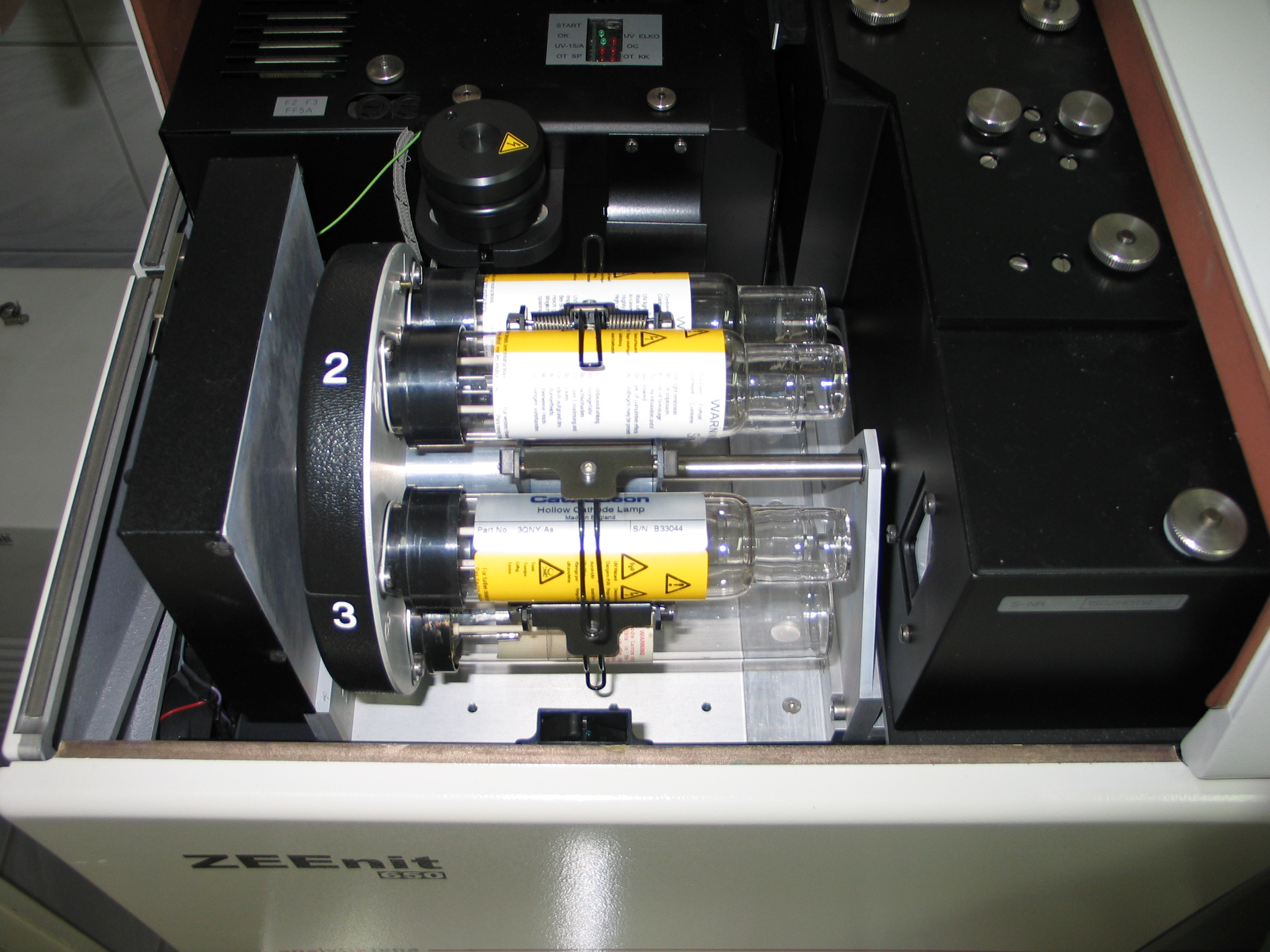
مصابيح المهبط المجوف داخل مطياف الامتصاص الذري.

يعمل مصباح المهبط المجوف وفق مبدأ ظاهرة المهبط المجوف، والتي تسبب حدوث الموصلية الكهربائية عند جهد كهربائي منخفض، وبقيمة شدة تيار أعلى من المهابط غير المجوفة. اكتشف هذه الظاهرة العالم فريدريش باشن سنة 1916.
تمر مرحلة إصدار وانبعاث الإلكترونات من المهبط المجوف بمراحل متتابعة:
1. ظاهرة الرقاص، حيث تتأرجح الإلكترونات جيئة وذهاباً داخل الأنبوب مسببة نشوء إلكترونات ثانوية بذلك.
2. ظاهرة التأين الضوئي، حيث تسبب الفوتونات الصادرة والمنبعثة في الأنبوب تأينات أخرى
3. تأين مرحلي [1]
4. رش مهبطي [3][4]

## اقرأ أيضاً
- أنبوب المهبط البارد